# Phlegmatospermum cochlearinum
Phlegmatospermum cochlearinum là một loài thực vật có hoa trong họ Cải. Loài này được (F. Muell.) O.E. Schulz miêu tả khoa học đầu tiên năm 1935.